# Schwacher Hausdorffraum
Im mathematischen Teilgebiet der Topologie ist ein schwacher Hausdorffraum ein topologischer Raum mit einer gewissen Eigenschaft, die eine Abschwächung der Trennungseigenschaft des Hausdorffraums ist.

## Definition
Eine topologischer Raum {\displaystyle X} heißt schwacher Hausdorffraum, wenn für jeden kompakten Hausdorffraum {\displaystyle K} und jede stetige Abbildung {\displaystyle f:K\rightarrow X} die Bildmenge {\displaystyle f(K)\subset X} eine abgeschlossene Menge in {\displaystyle X} ist.

## Bemerkungen
- Jeder Hausdorffraum ist auch ein schwacher Hausdorffraum, denn Bilder kompakter Mengen sind kompakt und kompakte Mengen in Hausdorffräumen sind abgeschlossen, das heißt Hausdorffräume erfüllen die definierende Bedingung eines schwachen Hausdorffraums.
- Schwache Hausdorffräume sind T1-Räume, denn jede einelementige Menge ist selbst ein kompakter Hausdorffraum, der stetig in den umgebenden Raum eingebettet ist, und muss daher abgeschlossen sein. Die schwache Hausdorffeigenschaft liegt also zwischen den Trennungsaxiomen T1 und T2.
- Ist {\displaystyle X} ein schwacher Hausdorffraum und ist {\displaystyle f:K\rightarrow X} eine stetige Abbildung eines kompakten Hausdorffraums {\displaystyle K} nach {\displaystyle X}, so ist {\displaystyle f(K)\subset X} nicht nur kompakt, sondern ebenfalls hausdorffsch in der Relativtopologie. Sind nämlich {\displaystyle x,y\in f(K)} zwei verschiedene Punkte, so sind {\displaystyle f^{-1}(\{x\})} und {\displaystyle f^{-1}(\{y\})} zwei disjunkte, abgeschlossene Mengen im normalen Raum {\displaystyle K}, die sich daher durch disjunkte, offene Mengen {\displaystyle U_{x},U_{y}\subset K} trennen lassen. Dann sind {\displaystyle f(K)\setminus f(K\setminus U_{x})} und {\displaystyle f(K)\setminus f(K\setminus U_{y})} disjunkte, relativ offene Mengen in {\displaystyle f(K)}, die {\displaystyle x} und {\displaystyle y} trennen.
- Produkte und Koprodukte von Familien schwacher Hausdorffräume sind wieder schwache Hausdorffräume.[2]

## Beispiele
- Die Einpunktkompaktifizierung von {\displaystyle \mathbb {Q} } ist ein schwacher Hausdorffraum, der kein Hausdorffraum ist.

- Es sei {\displaystyle X} eine überabzählbare Menge mit der koabzählbaren Topologie. Dann ist {\displaystyle X} ein schwacher Hausdorffraum, denn eine kompakte Teilmenge ist endlich und daher abgeschlossen. Der Raum {\displaystyle X} ist nicht hausdorffsch, je zwei nicht-leere offene Mengen haben einen nicht-leeren Durchschnitt.

- Die Menge {\displaystyle X=\mathbb {R} } mit der kofiniten Topologie ist ein T1-Raum, der nicht schwach hausdorffsch ist, denn das Einheitsintervall mit der üblichen euklidischen Topologie ist ein kompakter Hausdorffraum, die Inklusion {\displaystyle i:[0,1]\rightarrow X} ist stetig, aber das Bild {\displaystyle [0,1]\subset X} ist nicht abgeschlossen.